# Listă de comune din județul Sibiu
Această listă de comune din județul Sibiu cuprinde toate cele 53 comune din județul Sibiu în ordine alfabetică.

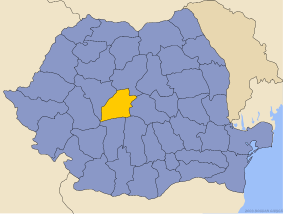
Județul Sibiu

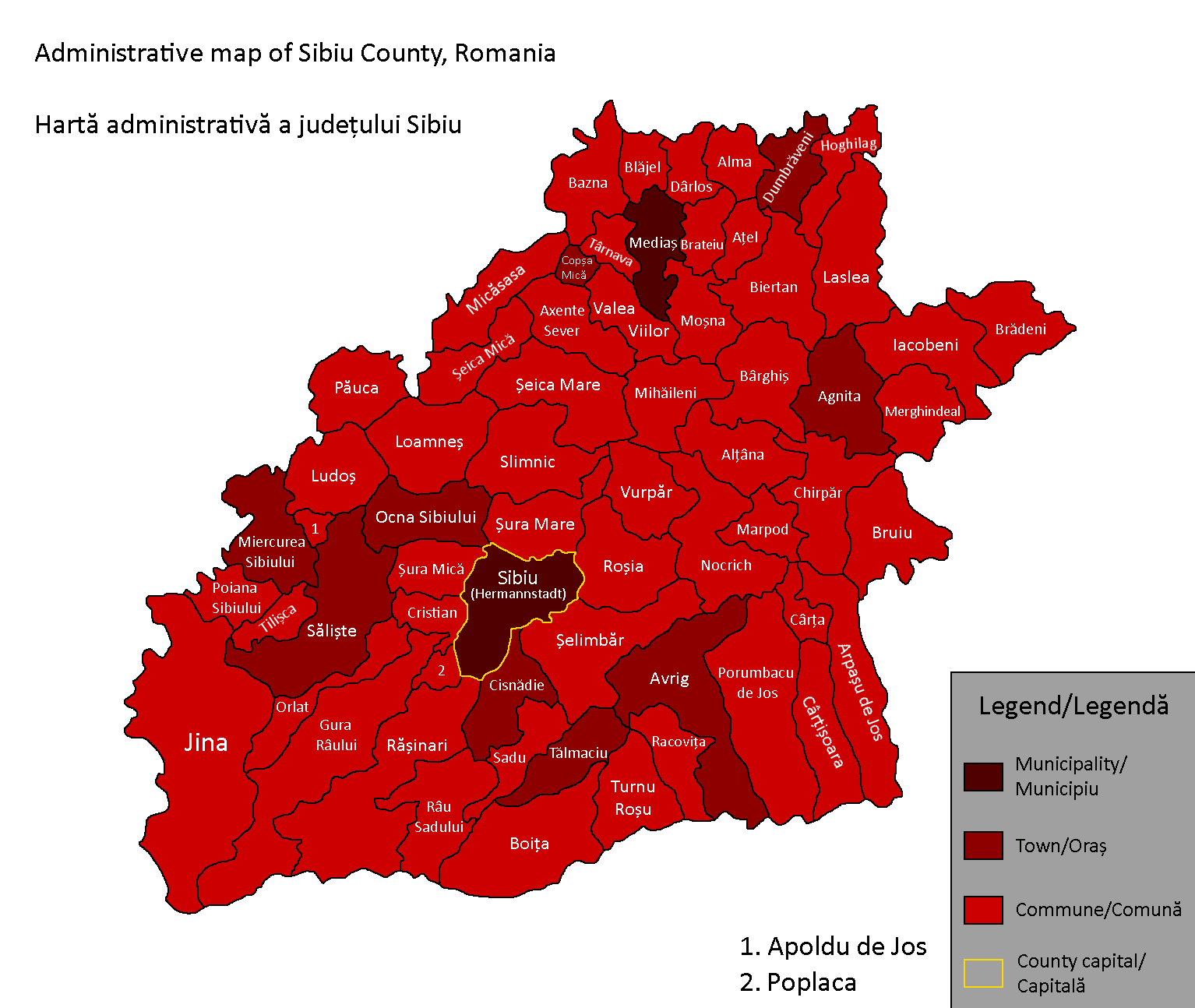
Harta județului cu împărțirea administrativ-teritorială

1. Alma
2. Alțina
3. Apoldu de Jos
4. Arpașu de Jos
5. Ațel
6. Axente Sever
7. Bazna
8. Bârghiș
9. Biertan
10. Blăjel
11. Boița
12. Brateiu
13. Brădeni
14. Bruiu
15. Chirpăr
16. Cârța
17. Cârțișoara
18. Cristian
19. Dârlos
20. Gura Râului
21. Hoghilag
22. Iacobeni
23. Jina
24. Laslea
25. Loamneș
26. Ludoș
27. Marpod
28. Merghindeal
29. Micăsasa
30. Mihăileni
31. Moșna
32. Nocrich
33. Orlat
34. Păuca
35. Poiana Sibiului
36. Poplaca
37. Porumbacu de Jos
38. Racovița
39. Rășinari
40. Râu Sadului
41. Roșia
42. Sadu
43. Slimnic
44. Șeica Mare
45. Șeica Mică
46. Șelimbăr
47. Șura Mare
48. Șura Mică
49. Tilișca
50. Târnava
51. Turnu Roșu
52. Valea Viilor
53. Vurpăr